# 特拉尔内潘特拉

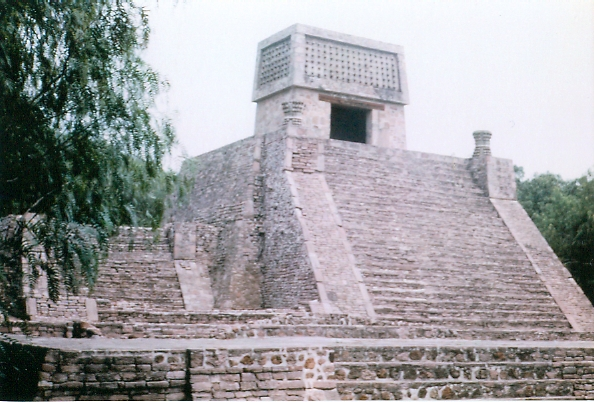
该市附近的墨西哥金字塔

特拉尔内潘特拉-德巴斯（西班牙語：Tlalnepantla de Baz），简称特拉尔内潘特拉（西班牙語：Tlalnepantla），是墨西哥墨西哥州的一个城市。“特拉尔内潘特拉”意为中间之地。总人口683,808(2005)。总面积83.48 km2 (32.23 sq mi)。